# Matut Micaela Impi Ismiño
Matut Micaela Impi Ismiño (Rio Santiago, 1 de novembro de 1979) é uma líder indígena peruana da comunidade Awajún do Rio Santiago e vice-governadora (waisam) do Governo Territorial Autônomo de Awajún. Também é tradutora, intérprete, educadora e uma das fundadoras da Associação do Povo Awajún em Lima. Ismiño defende os direitos do povo Awajún e a participação das mulheres nas esferas de liderança das comunidades indígenas.

## Biografia
Ismiño nasceu em 1 de novembro de 1979, em uma comunidade indígena Awajún, localizada na região amazônica do Peru, no distrito de Rio Santiago. Em 2017, fundou a Associação do Povo Awajún na cidade de Lima; com a qual luta pelos direitos do povo Awajún. Entre os anos de 2019 e 2021, trabalhou para a Central de Interpretação e Tradução de Línguas Nativas do Ministério da Cultura como tradutora e intérprete. Foi eleita como vice-governadora (waisam) do Governo Territorial Autônomo de Awajún, em dezembro de 2021. Desde então, luta contra o avanço ilegal do garimpo em terras indígenas e defende a presença a participação das mulheres em lideranças indígenas.